# 孫綬
孫綬（1469年—？年），字朝儀，河南开封府郑州人，明朝政治人物。

## 生平
治《書經》，由國子生中式壬子科（1492年）河南鄉試第六名舉人，年四十歲中式正德三年（1508年）戊辰科會試第一百七十六名，第三甲第七十四名進士。官都察院经历。正德三年（1508年）任江西萍鄉縣知縣。

## 家族
曾祖孫温。祖父孫宏，壽官。父孫璽，義官。母张氏，继母王氏。具庆下，弟䌅、緂、绍、縝、絅。